# ルイーズ・ド・プリー

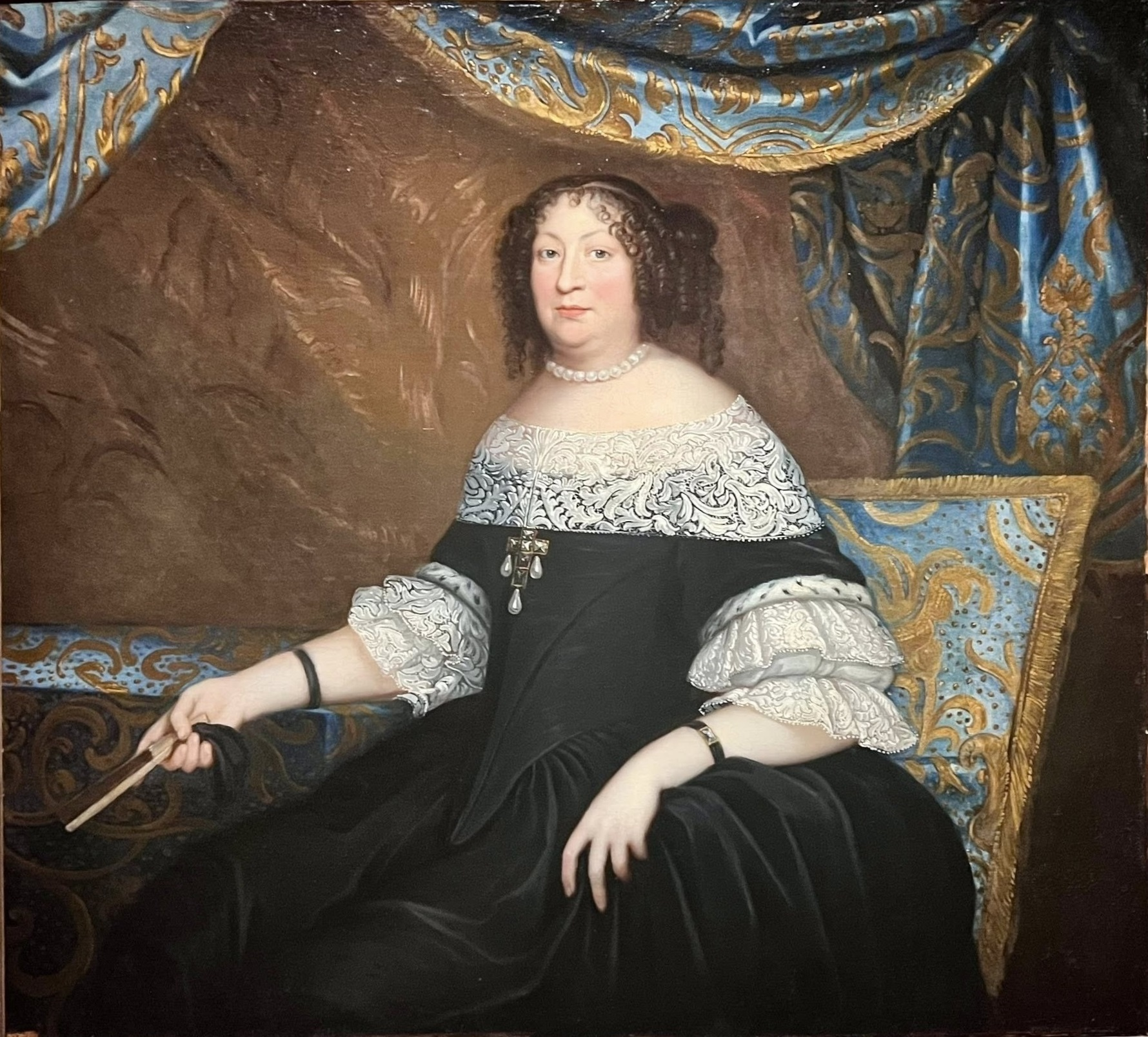
ラ・モート元帥夫人ルイーズ・ド・プリー、年代不詳、アンリとシャルル・ボーブラン画、ヴェルサイユ宮殿美術館蔵

ルイーズ・ド・プリー（Louise de Prie, 1624年 - 1709年）は、ブルボン朝時代フランスの宮廷女官で、王家のガヴァネスをきわめて長期間務め、ルイ14世王（1661年 - 1672年）、その嫡子グラン・ドーファン（1682年 - 1691年）及び嫡孫ブルゴーニュ公（1704年 - 1709年）それぞれの子女の養育の責任者であった。
トゥシ侯爵ルイ・ド・プリーとその妻フランソワーズ・ド・サン＝ジュレ＝リュジニャン・ド・ランサックの間の次女で、両親の相続人としてトゥシ女侯爵となる。1650年11月22日陸軍元帥・カタルーニャ副王を務めたカルドヌ公爵フィリップ・ド・ラ・モート＝ウーダンクールと結婚し、ラ・モート元帥夫人と呼ばれた。夫との間に3人の娘をもうけるが、1657年夫と死別した。
- フランソワーズ・アンジェリーク（1650年 - 1711年） - オーモン公ルイ＝マリー＝ヴィクトル・ドーモン（英語版）と結婚
- シャルロット・エレオノール・マドレーヌ（1651年 - 1744年） - ヴァンタドゥール公ルイ・シャルル・ド・レヴィ（英語版）と結婚
- マリー・イザベル・ガブリエル・アンジェリーク（1654年 - 1726年） - ラ・フェルテ＝サンネテール公アンリ＝フランソワ・ド・サン＝ネクテール（フランス語版）と結婚

1709年ヴェルサイユで亡くなった。85歳だった。次女と三女が王家のガヴァネスを引き継いだ。